# Santa María (Misiones)
Santa María is een plaats in het Argentijnse bestuurlijke gebied Concepción in de provincie Misiones. De plaats telt 1.687 inwoners.